# Joachim Albertini
Joachim Albertini nebo Gioacchino Albertini (30. listopadu 1748 Pesaro – 27. března 1812 Varšava) byl italský skladatel působící převážně v Polsku.

## Život
Gioacchino Albertini se narodil v Pesaru. O jeho hudebním vzdělání není mnoho známo. Svou první operu, La cacciatrice brillante, uvedl v roce 1772 v Římě v divadle Teatro Tordinona. Ještě jako mladík odešel do Polska. Již v roce 1777 se jeho jméno objevuje na koncertním programu. Stal se prvním ředitelem soukromého divadla Karola Stanisława Radziwiłła ve Varšavě a na zámku v Ňasviži. Od roku 1782 působil jako dvorní kapelník krále Stanislava Augusta Poniatowského.
V roce 1786 se vrátil do Říma. Učil zpěv a zároveň vstoupil do služeb synovce krále Stanislava Augusta Poniatowského, který byl v Římě polským velvyslancem. Od něho obdržel v roce 1795 doživotní rentu. V roce 1804 se vrátil znovu do Varšavy, kde zemřel dne 18. dubna 1811.
Libreto jeho opery Il Don Giovanni bylo přeloženo do polštiny a pod názvem Don Juan albo Ukarany libertyn se stalo jednou z prvních oper hraných v polském jazyce.

## Dílo

### Opery
- La cacciatrice brillante, intermezzo (libreto G. Mancinelli, Řím, Teatro Tordinona, 1772)
- Przyjazd pana, komedie (Varšava, 1781)
- Don Juan albo Ukarany libertyn (Il Don Giovanni, libreto Giovanni Bertati překlad do polštiny Wojciech Bogusławski, Varšava, 23. února 1783)
- Circe und Ulysses, opera seria (libreto Jonas Ludwig von Heß, Hamburk, 1786)
- Virginia, opera seria (libreto Luigi Romanelli, Řím, Teatro delle Dame, 1786)
- Scipione Africano, opera seria (libreto Nicolò Minato, Řím, 1789)
- La vergine vestale, opera seria (libreto Michelangelo Prunetti, Řím, Teatro delle Dame)
- Kapelmajster polski (The Polish Kapellmeister), intermezzo,( libreto L. A. Dmuszewski, Varšava, 1808)

### Další díla
- Missa solemnis (1782)
- Offertorium
- Kantata na rocznicę elekeji Króla (1790)
- Symphony in D (1791)
- Septet (1806)